# Szprotawka
Szprotawka – przysiółek wsi Leszno Dolne w Polsce położony w województwie lubuskim, w powiecie żagańskim, w gminie Szprotawa. W miejscowości utworzono sołectwo.

## Położenie i historia
Miejscowość jest położona przy drodze krajowej nr 12, w otoczeniu Borów Szprotawskich. Miejscowość została założona w 2. połowie XVIII wieku, jako osada robotników leśnych, do 1945 nosiła nazwę Sprottischwaldau, co oznacza szprotawski las.
Siedziba leśnictwa i miejsce dostrzegalni przeciwpożarowej. W czasach PRL-u w ramach akcji "Wisła" zostały tam osiedlone 34 osoby. W latach 1975–1998 przysiółek należał administracyjnie do województwa zielonogórskiego.
W pobliżu przebiegają zabytkowe Wały Śląskie oraz szlak turystyczny Trakt Solny. Na wschód od przysiółka rozpościera się Rezerwat przyrody Buczyna Szprotawska. Od zachodniej strony przy drodze nr 12 stoi kamień upamiętniający potyczkę z okresu wojen napoleońskich.

## Galeria

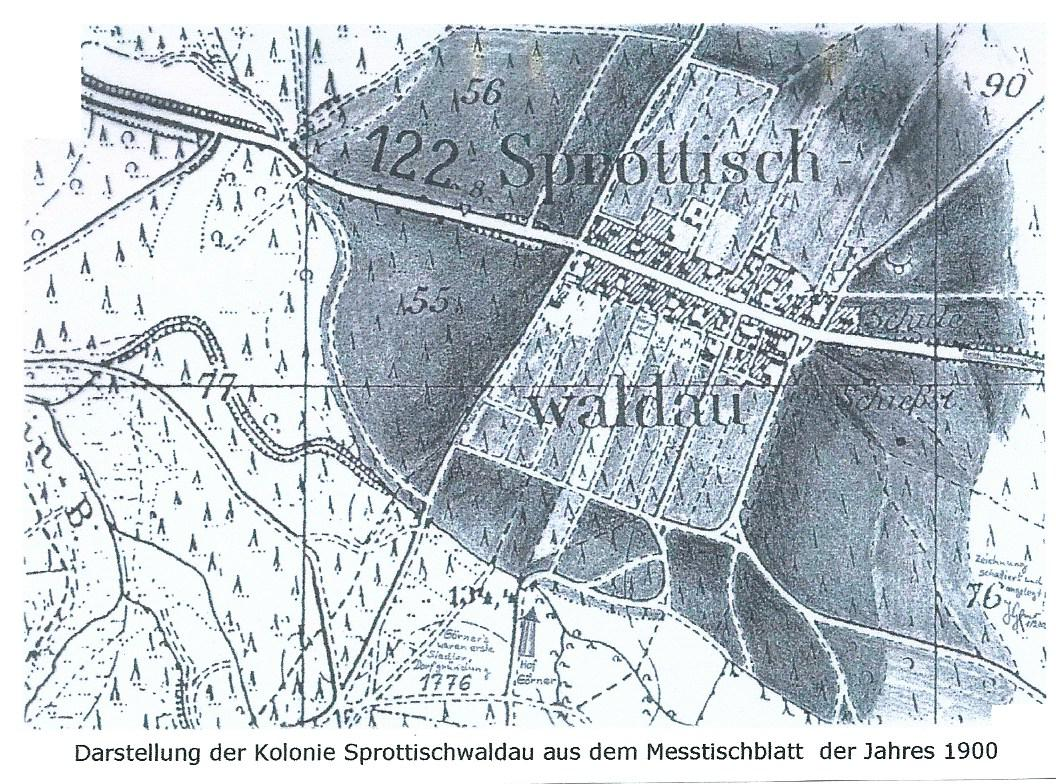
Szprotawka w 1900
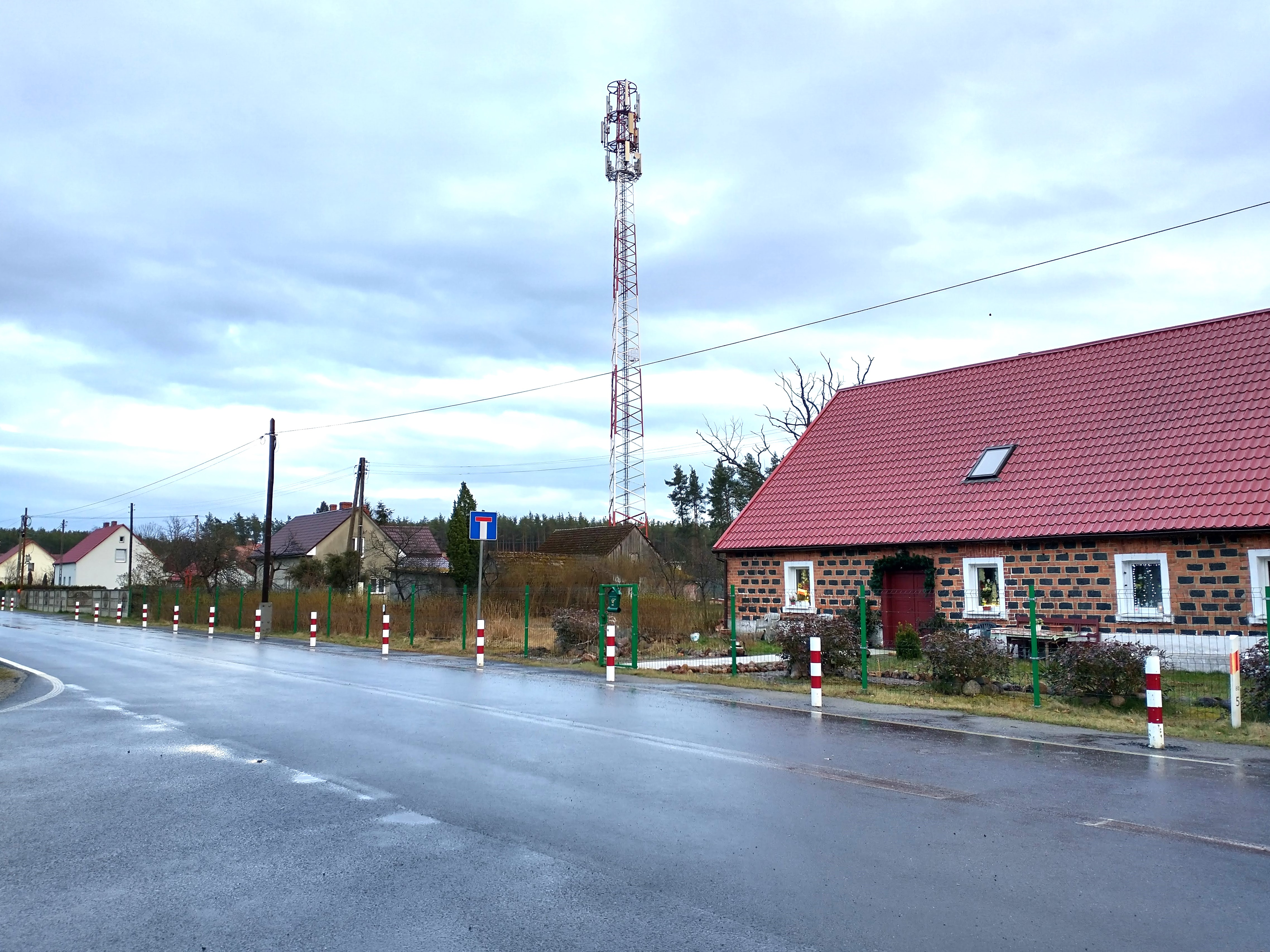
Fragment zabudowy
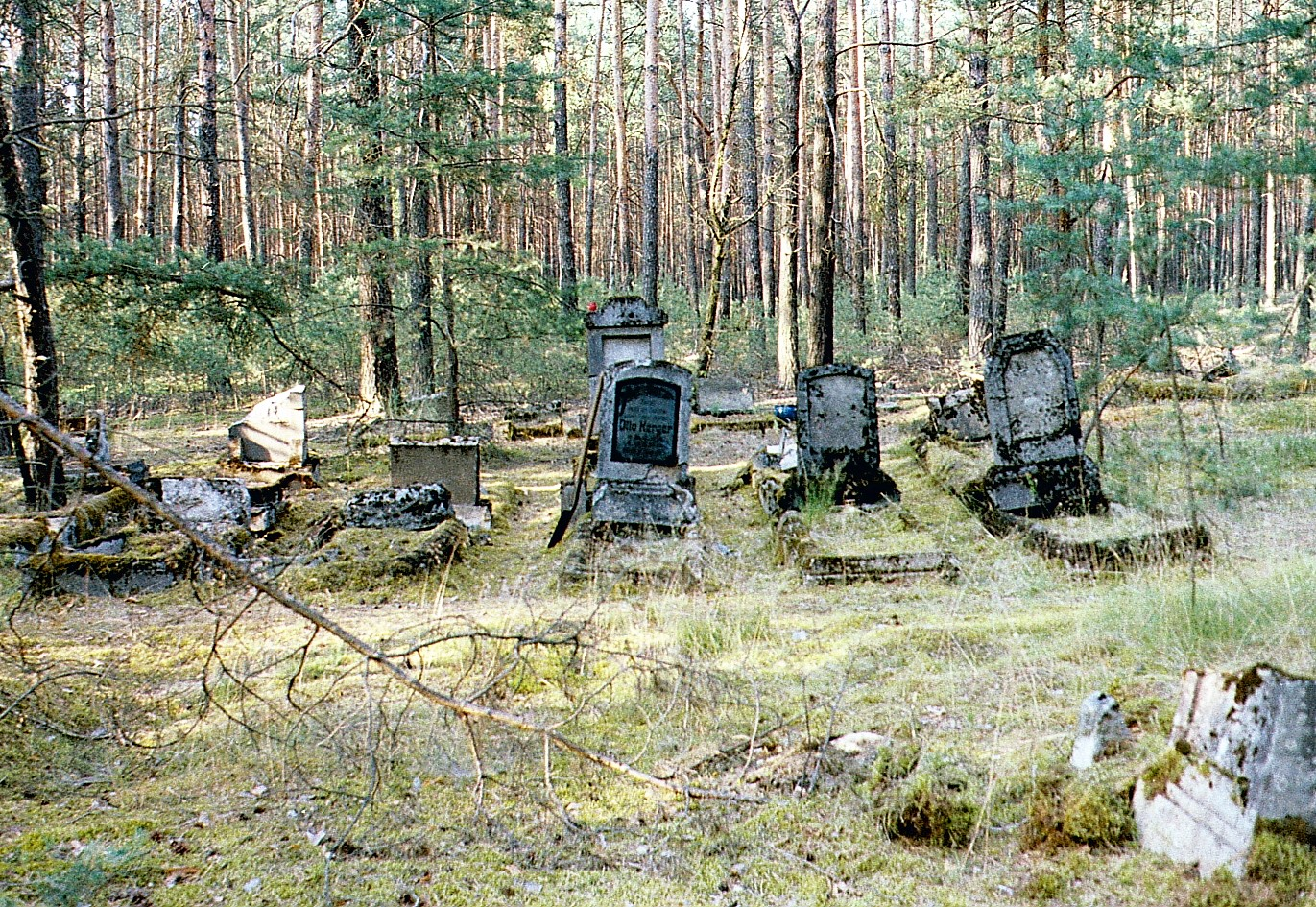
Cmentarz ewangelicki